# حتى الممات (مسلسل 2017)
حتى الممات (بالتركية: Ölene Kadar)‏ هو مسلسل تركي درامي عُرض في 12 يناير 2017، من بطولة الممثل انجين أكيوريك والممثلة فخرية أوجن، والممثل صرب ليفند أوغلو وكولجان أرسلان، عُرض على قناة أي تي في في 12 يناير 2017، وتوقف العرض في 13 أبريل 2017. تدور أحداث المسلسل عن طبيب يجد نفسه في السجن فيفقد أمله، ومستقبله، وأجمل أيام حياته بسبب جريمة لم يرتكبها. وحُكم عليه بالسجن مدى الحياة.

## القصة
قبل 11 عاماً، داهان (انجين أكيوريك) عندما كان شاباً مرشحاً ليكون طبيباً، وُجد مُذنِباً بتهمه قتل والد بيريل (كوجان أرسلان) المرأة التي يحبها والتي كان على وشك الزواج منها بمكيدة تم تدبيرها من قبل آندر (صرب ليفند أوغلو ) الذي وقع في حب بيريل، وضع خطة للتخلص من سيزائي (والد بيريل) الذي يعرف سره الكبير، وتساهم شهادة طفلة صغيرة في سجن داهان، يتضح فيما بعد أن الشاهدة هي الشخص الذي سيخرج داهان من السجن وهي محامية شابة وجميلة (فخرية أوجن) التي بدأت حياتها المهنية للتو مع قضية داهان باعتبارها أول قضية لها، حيث وجدت أدلة لم يلاحظها أحد من قبل. فتذهب إلى داهان لتقنعه بإعادة فتح القضية بهذا الدليل الذي سيحرره من السجن وتنجح بذلك، وستكون هذه بداية كل شيء.

## الممثلون والشخصيات
- انجين أكيوريك بدور داهان سويسور.
- فخرية أوجن بدور سالفي ناردان.
- صرب ليفند أوغلو بدور اندر.
- كولجان أرسلان بدور بيريل كارالي.
- تانسو بيتشار بدور يلماز.
- سربيل جول بدور صبيحة سويسور. [3]

## وصلات خارجية
- حتى الممات على موقع IMDb (الإنجليزية)
- حتى الممات على موقع كينوبويسك (الروسية)
- حتى الممات على موقع قاعدة بيانات الفيلم (الإنجليزية)

- صفحة المسلسل على الموقع الرسمي لقناة العرض

- صفحة المسلسل على الموقع الرسمي لشركة الإنتاج